# Panic (álbum de From Ashes to New)
Panic es el tercer álbum de estudio de la banda de Rock estadounidense From Ashes to New. Fue lanzado el 28 de agosto de 2020. El primer sencillo, "Panic" fue lanzado el 17 de abril del mismo año y alcanzó lo más de las listas de Estados Unidos, entre ellas la "Billboard Mainstream Rock Songs"

## Antecedentes y Grabación
La composición y grabación del álbum tomó lugar durante el año 2019. A diferencia de su primer álbum, este fue compuesto por los mismos miembros de su anterior álbum "The Future" (2018). La banda decidió trabajar con el productor Colin Brittain en el álbum; la banda previamente ya había trabajado con él en la canción "Nowhere to Run" de su anterior disco, y quedaron contentos con el resultado, así que deseaban colaborar con él en todo el álbum esta vez. La banda adicionalmente decidió trabajar con el productor Erik Ron en 2 canciones, el primer sencillo "Panic" y "Wait for Me", ya que les gustó su trabajo en el álbum de Godsmack "When Legends Rise" (2018).

## Lista de canciones
| Panic |                         |          |  |
| N.º   | Título                  | Duración |  |
| 1.    | «Scars that I'm Hiding» | 2:55     |  |
| 2.    | «Brick»                 | 3:24     |  |
| 3.    | «What I Get»            | 3:03     |  |
| 4.    | «Blind»                 | 2:45     |  |
| 5.    | «SideFX»                | 4:07     |  |
| 6.    | «Panic»                 | 3:21     |  |
| 7.    | «Wait for Me»           | 3:09     |  |
| 8.    | «Bulletproof»           | 3:27     |  |
| 9.    | «Nothing»               | 3:08     |  |
| 10.   | «Death of Me»           | 3:00     |  |
| 11.   | «Change My Past»        | 3:24     |  |
| 35:43 |                         |          |  |

## Personal
From Ashes to New
- Danny Case - Voz limpia y Voz Gutural
- Matt Brandyberry - Rap, Teclado, Guitarra rítmica, Bajo
- Lance Dowdle - Guitarra líder, Bajo
- Mat Madiro - Batería

Producción
- Colin Brittain - Productor
- Erik Ron - Productor en "Panic" y "Wait for Me"

- Datos: Q100728385